# Emanuel Žerovnický
Emanuel Žerovnický (ook: Žerownický) (Růźkovy Lhotice, Bohemen, 17 december 1849 – Tarnów (nu: Poolse woiwodschap Klein-Polen) toen: Oostenrijk-Hongarije) was een Tsjechisch componist en dirigent.

## Leven
Žerovnický deed zijn muziekstudies aan het Praags Conservatorium. Aansluitend werd hij lid in de militaire kapel van het 4e Artillerie-Regiment te Boedapest. In 1868 ging hij naar het 57e Infanterie-Regiment. In 1886 werd hij benoemd tot dirigent van de kapel van het 57e Infanterie-Regiment in Tarnów.
Hij componeerde verschillende marsen voor harmonieorkest.
- International Standard Name Identifier: 0000 0004 0176 706X
- Virtual International Authority File: 296779779